# Ferdinand Visart de Bocarmé
Ferdinand Charles Guillaume René Joseph Nicolas Visart de Bocarmé (Doornik, 11 juni 1788 - Bury, 12 april 1886) was een Belgisch volksvertegenwoordiger en burgemeester.

## Levensloop
Hij was het negende van de veertien kinderen van graaf Gustave Visart de Bury et de Bocarmé (1751-1851) en van Marie-Claire du Chasteler (1753-1820). Ter gelegenheid van de adelserkenning van zijn vader in 1822, kreeg hij zelf ook de titel van graaf. Hij trouwde in 1830 met Marie-Clémence de Moucheron (1803-1879). Ze hadden een zoon en een dochter die ongehuwd bleven.
Hij doorliep aanvankelijk, zoals de meeste Visarts, een militaire carrière, die hij beëindigde als majoor bij de dragonders onder het Verenigd Koninkrijk der Nederlanden.
In 1836 werd hij burgemeester van Bury en oefende deze functie uit tot in 1874. Van 1880 tot aan zijn dood was hij er ook voorzitter van de Commissie voor Armenzorg.
In 1848 werd hij liberaal volksvertegenwoordiger voor het arrondissement Doornik en vervulde dit mandaat tot in 1856.